# Šiljakovac
Šiljakovac (Servisch cyrillisch Шиљаковац) is een plaats in de Servische gemeente Barajevo. De plaats telt 620 inwoners (2002).